# Jessica Gunning
Pour les articles homonymes, voir Gunning.
Jessica Gunning, née le 1er janvier 1986 à Holmfirth (Yorkshire de l'Ouest), est une actrice britannique.

## Biographie
Elle fait ses études au lycée Holmfirth près de Huddersfield avant de fréquenter l'école d'art dramatique Rose Bruford College où elle obtient son diplôme en 2007,.

## Carrière
De 2017 à 2022, elle interprète Jan dans la comédie Back (en) de Channel 4. En 2021, elle joue le rôle de Diane Pemberley dans la série The Outlaws (en) de BBC One, créée par Stephen Merchant.
En 2024, elle incarne Martha Scott dans la mini-série britannique Netflix, Mon petit Renne, adaptation du one-man show autobiographique de Richard Gadd.

## Filmographie

### Cinéma

#### Longs métrages
- 2014 : Pride de Matthew Warchus : Siân James
- 2016 : Love Is Thicker Than Water de Ate de Jong et Emily Harris : Emily
- 2020 : Summerland de Jessica Swale : Madame Bassett

#### Courts métrages
- 2012 : Ghost in the Machine de Oliver Krimpas : Noreen
- 2016 : Sometimes Chinese de Leo Leigh
- 2019 : Battered de Luc Mollinger : Nessa

### Télévision

#### Séries télévisées
- 2009–2014 : Londres, police judiciaire : Angela (29 épisodes)
- 2013 : Quick Cuts : Annie (3 épisodes)
- 2013 : What Remains (en) : Melissa Young (4 épisodes)
- 2015 : Inside No. 9 : Shona
- 2015 : Top Coppers (en) : Agent Romero
- 2015–2018 : Fortitude : Shirley Allerdyce
- 2016 : Jericho (en) : Mabel (5 épisodes)
- 2017 : Urban Myths (en) : une agent des frontières
- 2017 : Suspect n°1 : Tennison (en) : WPC Kath Morgan
- 2017 : In the Dark (en) : DC Sophie Carson
- 2017 : The State : Umm Walid (4 épisodes)
- 2017–2021 : Back (en) : Jan (12 épisodes)
- 2018 : C.B. Strike : Holly Brockbank (2 épisodes)
- 2018 : Tourist Trap (en) : Maxine
- 2018 : Trollied (en) : Donna (7 épisodes)
- 2019 : MotherFatherSon : Pam (3 épisodes)
- 2020 : Isolation Stories : l'étrangère (voix)
- 2021–2022 : The Outlaws (en) : Diane Pemberley (12 épisodes)
- 2024 : Mon petit Renne : Martha (7 épisodes)

#### Téléfilms
- 2014 : That Day We Sang : Pauline
- 2015 : The Scandalous Lady W : Mary Sotheby
- 2017 : What About Barb? : Barb

## Distinctions
- Golden Globes 2025 : Meilleure actrice dans un second rôle dans une série, une mini-série ou un téléfilm pour Mon petit renne